# Apodera vas
Apodera vas (synoniem: Nebela vas) is een Amoebozoa, die voorkomt op mossen, vaak op veenmos in Zuid-Amerika, Centraal Amerika, Australië, Nieuw-Zeeland, Java, Mexico, Hawaï en Afrika.
Apodera vas is half bolvormige en 90 - 235 µm groot met een vernauwing tussen de rest van het lichaam en de opgezwollen nek.
Apodera vas heeft als voedsel vooral Plectus- en Dorylaimus-rondwormen.